# 마그나복스 오디세이 시리즈
마그나복스 오디세이(영어: Magnavox Odyssey)는 1972년부터 1978년까지 출시된 마그나복스의 가정용 비디오 게임기 라인의 일반 브랜드명이다. 여기에는 오리지널 마그나복스 오디세이 콘솔, 전용 가정용 비디오 게임기 마그나복스 오디세이 시리즈, 1978년 출시된 마그나복스 오디세이 2 롬 카트리지 기반 비디오 게임기 등이 포함된다. 필립스 오디세이는 전용 가정용 비디오 게임기 필립스 오디세이 시리즈가 포함된 브랜드명이다.
마그나복스는 1972년부터 1981년까지 오디세이 브랜드 전체에서 총 1,773,918대가 판매되었으며, 총 판매 가치는 약 7,130,000 달러였다. 1972년 8월부터 1976년 9월 사이에 판매가 거의 절반 정도 이루어졌으며, 당시 총 판매액은 약 $45,000,000.00로 80만대를 판매했다.

## 마그나복스 오디세이 (1972)

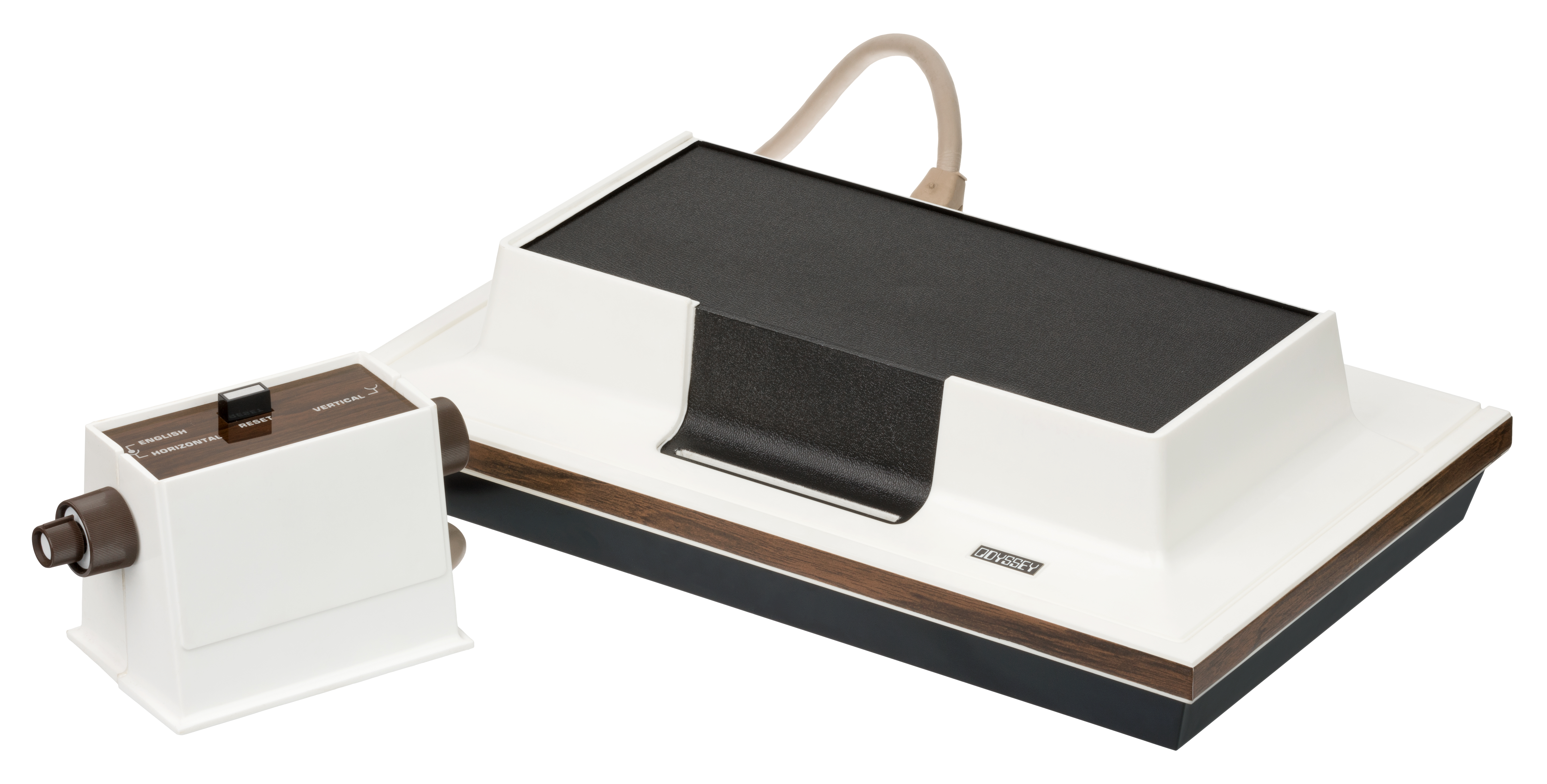
마그나복스 오디세이 및 함께 제공되는 두 게임 컨트롤러 중 하나

마그나복스 오디세이(Magnavox Odyssey)는 1972년 9월 마그나복스에서 출시한 세계 최초로 상업화된 가정용 게임기이다. 랄프 H. 베어가 설계하고 1972년 5월 24일 캘리포니아주 벌링게임(Burlingame)에서 처음 시연되었다가, 1975년까지 마그나복스 및 계열사들을 통해 판매했다. 오디세이는 카트리지 슬롯에 삽입되는 일종의 탈착식 인쇄회로기판 카드를 사용하므로 플레이어는 장치의 내부 로직 회로를 따라 서로 다른 경로를 연결하여 장치의 다양한 게임을 선택할 수 있다. 이 카드에는 어떤 프로그래밍도 포함하고 있지 않다.

## 마그나복스 오디세이 시리즈 (1975–1977)
오디세이 시리즈에는 전용 가정용 게임 콘솔 8종류와 내장된 텔레비전 1종류가 출시되었다. 이들 콘솔은 모두 1974년 마그나복스가 필립스에 인수된 후 미국에서 출시했다.

### 마그나복스 오디세이 100
마그나복스 오디세이 100(Magnavox Odyssey 100) 전용 콘솔은 1975년 봄에 발표되었으며, 첫 선적은 10월 30일이며 출시 가격은 99.95달러였다가,
1976년 6월에는 80 달러, 크리스마스에는 76을 거쳐, 최저 39.95달러로 가격이 빠르게 떨어졌다. 이 콘솔은 멀티 칩 이산형 구성요소 설계를 사용하므로 마그나복스가 최종적으로 출시하는 모든 전용 콘솔보다 훨씬 단순하다. 마그나복스는 이미 그해 단일 칩 설계를 염두에 두고 있었지만, 단일 비디오 게임 칩 공급업체인 텍사스 인스트루먼트가 적시에 제품을 제공할 수 없는 경우 즉시 출시할 수 있는 제품을 원했다.
오디세이 100은 4개의 텍사스 인스트루먼트 칩을 중심으로 설계되었다. 게임은 두 가지(테니스와 하키)가 있다. 두 게임 모두 화면상 채점 기능이 없었고, 시스템은 사운드를 내는 조악한 버저를 사용했다. 오디세이 100은 6개의 "C" 배터리 또는 9V AC 어댑터로 전원을 공급받았다. 각 플레이어는 수평 이동, 수직 이동 및 공 궤적 조정("English")을 위한 세 개의 손잡이를 가졌다.

### 마그나복스 오디세이 200

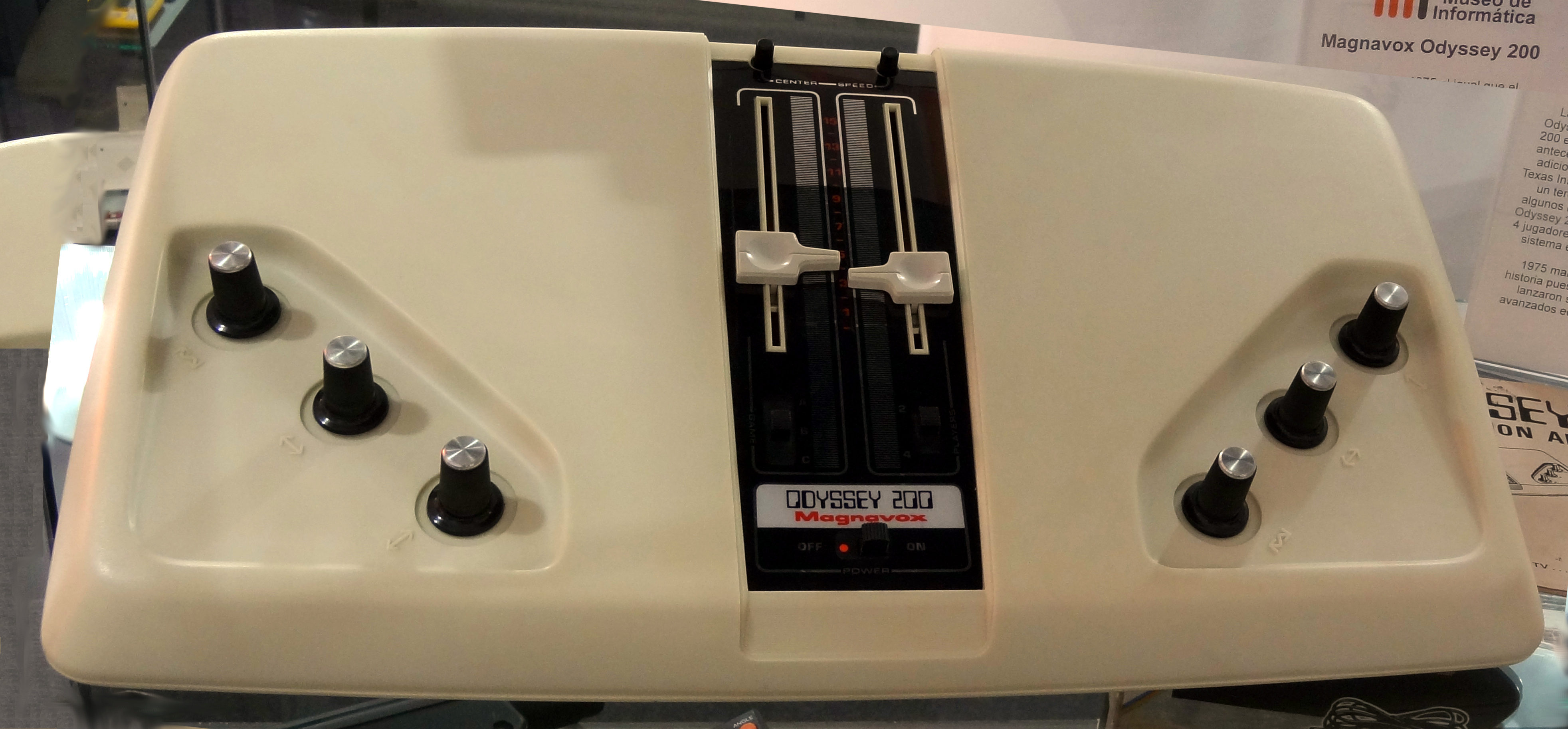
마그나복스 오디세이 200

마그나복스 오디세이 200(Magnavox Odyssey 200) 전용 콘솔은 오디세이 100의 고급형으로 1975년에 출시되었다. 오디세이 100과 동시에 판매되었으며 1975년 11월 12일 $129.95에 출시되었다. 동일한 TI 멀티 칩 디자인을 사용하지만 2개의 칩을 추가하여  오디세이 100의 콘솔의 여러 영역에서 개선되었다. 테니스와 하키 외에도 오디세이 200은 "스매시"(Smash, 본질적으로 스쿼시로 알려진 스포츠)라는 세 번째 게임 변형을 선보였다.  오디세이 200은 또한 기존의 2개 대신 4개의 화면 패들을 위한 옵션을 갖춘 최초의 전용 시스템이었다. 게임 매뉴얼과 마그나복스의 서비스 문서에서는 이를 2~4명의 "플레이어"를 위한 옵션으로 설명한다. 하지만 콘솔 자체는 물리적으로 2명이서만 조작할 수 있다.  결과적으로 200은 오늘날 "4인용" 콘솔로 자주 잘못 설명된다.  오디세이 200은 또한 플레이어가 점수를 얻을 때마다 흰색 직사각형이 오른쪽으로 한 칸 이동하는 독특한 비디지털 화면 채점 방법을 추가했다.  오디세이 100과 마찬가지로 오디세이 200은 6개의 "C" 배터리 또는 9V AC 어댑터로 구동되며 수직 및 수평 이동과 볼 각도("English")를 위한 3개의 제어 다이얼을 사용한다.

### 마그나복스 오디세이 300

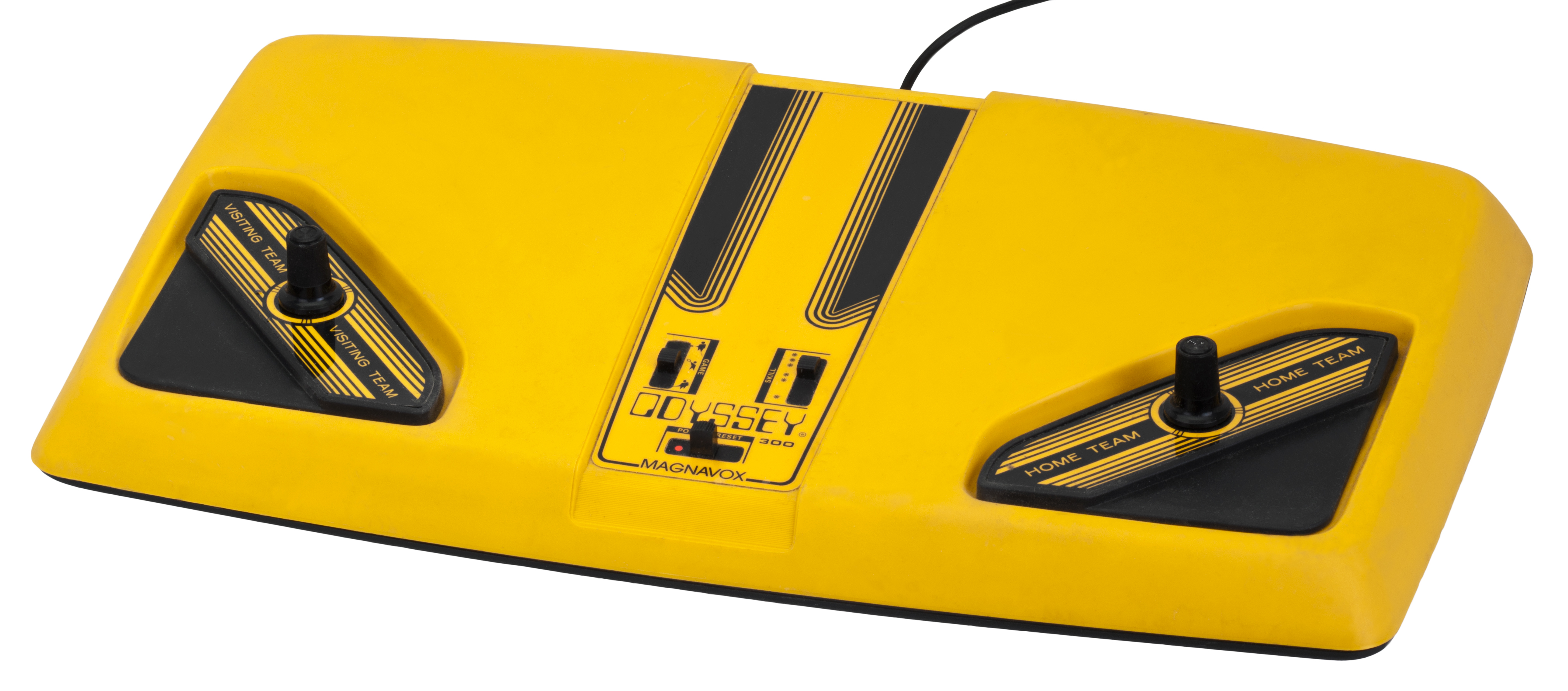
마그나복스 오디세이 300

마그나복스 오디세이 300(Magnavox Odyssey 300) 전용 콘솔은 1976년 5월에 발표되었으며 10월에 US$69에 출시되었다. 마그나복스의 이전 두 개의 전용 콘솔 제품과 달리 오디세이 300은 콜레코 텔스타와 직접 경쟁하기 위한 제품이었다. 텔스타와 마찬가지로 오디세이 300도 AY-3-8500 칩을 로직으로 사용하며 여러 컴퓨터 칩이나 트랜지스터-트랜지스터 논리 대신 하나의 IC 칩을 설계의 초점으로 사용한 최초의 전용 콘솔 중 하나였다. 오디세이 300은 오디세이 200과 동일한 세 가지 게임이 있지만 AY-3-8500을 사용하기 때문에 게임 플레이가 마그나복스의 이전 게임들보다 아타리의 퐁과 더 유사해졌다. 수평 컨트롤이 없었고, 볼 각도가 자동화되었으며, 다이얼을 3개가 아닌 1개로 제어할 수 있었다. 오디세이 300 콘솔은 200과 달리 초보자, 중급자, 전문가의 3가지 난이도를 가지고 있다. 또한 AY-3-8500을 구현한 덕분에 300은 화면상에 디지털 점수 표시 기능이 추가되었다.

### 마그나복스 오디세이 400
마그나복스 오디세이 400(Magnavox Odyssey 400)은 1976년에 100달러에 출시되었다. 오디세이 400은 오디세이 200의 업데이트 버전으로, 자동 서브 기능, 화면상에 디지털 점수 표시 기능이 추가되었다. 이 콘솔은 오디세이 200과 같은 3가지 게임(스쿼시(스매시라고도 표기), 테니스, 하키)을 플레이하며 세로 이동, 가로 이동, 각도 제어를 위한 3가지 컨트롤 다이얼을 가지고 있다. 화면 점수를 구현하기 위해 텍사스 인스트루먼트 칩이 추가로 사용되었으며, 200에서 본체에 부착된 기계식 점수 스위치는 제거되었다.

### 마그나복스 오디세이 500

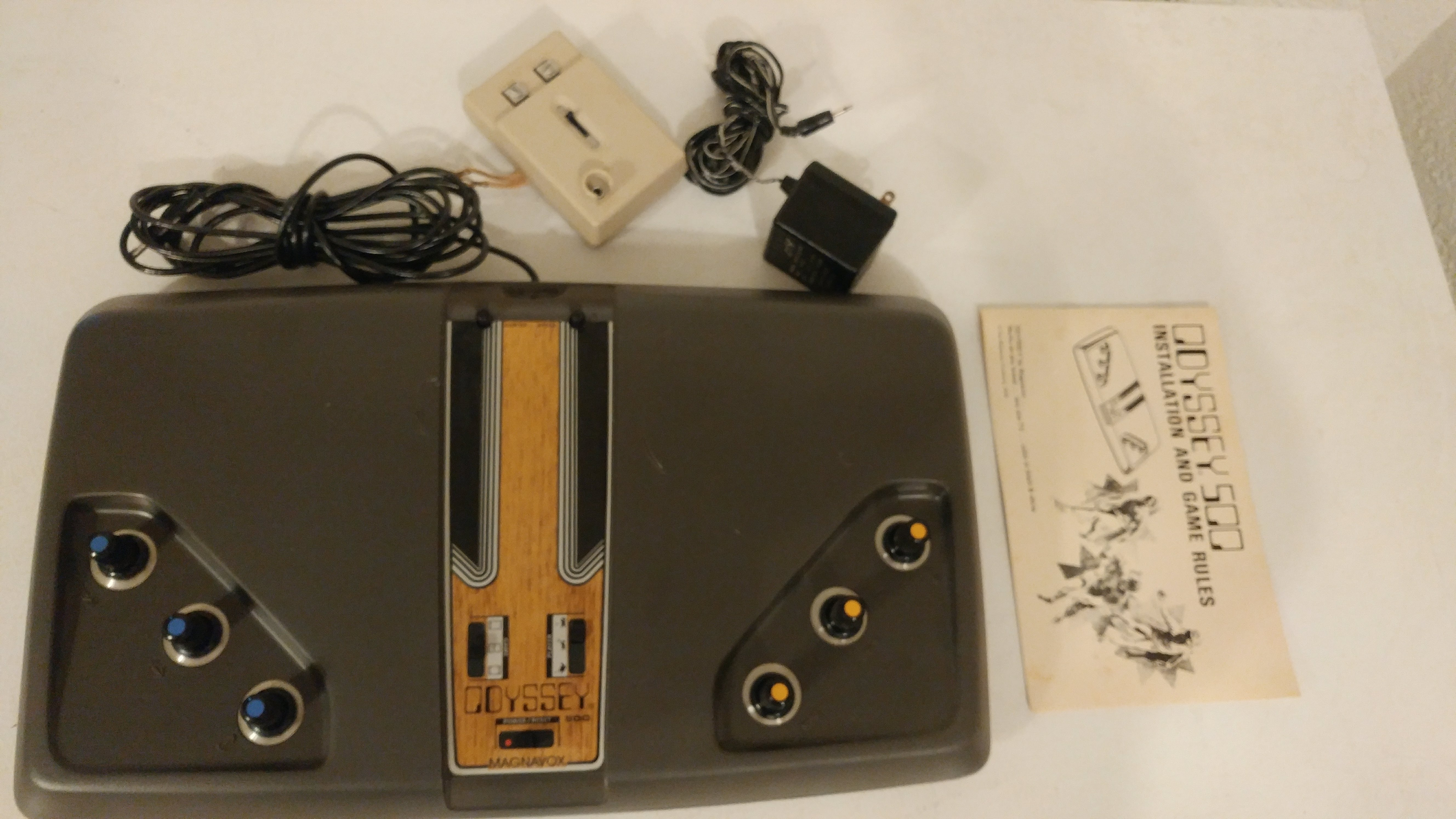
마그나복스 오디세이 500

마그나복스 오디세이 500(Magnavox Odyssey 500, 모델 번호: 7520)은 1976년에 130달러에 출시된 오디세이 300과 오디세이 400 시스템의 고급 제품이다. 오디세이 500은 본질적으로 오디세이 400의 몇 가지 중요한 개선 사항을 갖춘 디럭스 버전이다. 500은 컬러 그래픽(오딧세이 게임 유닛 최초로 도입)을 특징으로 하고 표준 패들용 게임에 테니스 선수, 스쿼시 선수, 하키 선수 등 다양한 게임의 선수들을 표현한 스프라이트로 대체했다. 세 명의 선수와 세 명의 플레이 필드는 각각 별도의 토글 스위치로 선택되었다. 따라서 플레이어를 적절한 플레이 필드에 맞추어 게임이 선택되었다. 스매시(스쿼시), 하키, 테니스 게임 외에도 오디세이 500은 하키 경기장 그래픽과 스쿼시 플레이어 그래픽을 사용하여 네 번째 게임인 축구를 선보였다. 그러나 오디세이 400과 달리 500은 4개의 화면 "플레이어"를 지원하지 않는다.
오디세이 500의 설명서에는 크기가 다른 플레이어 그래픽이 본질적으로 다른 난이도 옵션을 나타낸다고 언급했다. 재밌게도 마그나복스는 오디세이 500을 4개 게임으로 마케팅하기 위해 플레이어와 플레이 필드의 "불일치"를 악용했지만 나머지 5개의 가능한 게임 조합은 광고되거나 문서화되지 않았다.
오디세이 500은 자동 서브를 제공하고, 플레이 사이에 디지털 화면 점수를 표시하며, 수동으로 조절 가능한 볼 스피드 컨트롤을 제공한다. 이전의 모든 오디세이와 마찬가지로, 전력은 AC 어댑터 또는 6개의 "C" 셀 배터리를 통해 공급된다.

### 마그나복스 오디세이 4305
마그나복스 오디세이 4305(Magnavox Odyssey 4305, 모델 번호: 3616R061A)는 1976년 또는 1977년에 출시되었으며 마그나복스 오디세이 300 또는 500이 내장된 19인치 컬러 TV이다. TV 뒷면의 라벨에는 "October 1976(1976년 10월)"이라고 적혀 있다. 이 콘솔은 US$499에 판매되었다. 두 개의 유선 게임 컨트롤러는 핑-오-트로닉(Ping-O-Tronic)의 컨트롤러와 매우 유사하며 각각 하나의 버튼과 패들이 포함되어 있고, 현재는 매물이 극히 드물다.

### 마그나복스 오디세이 2000

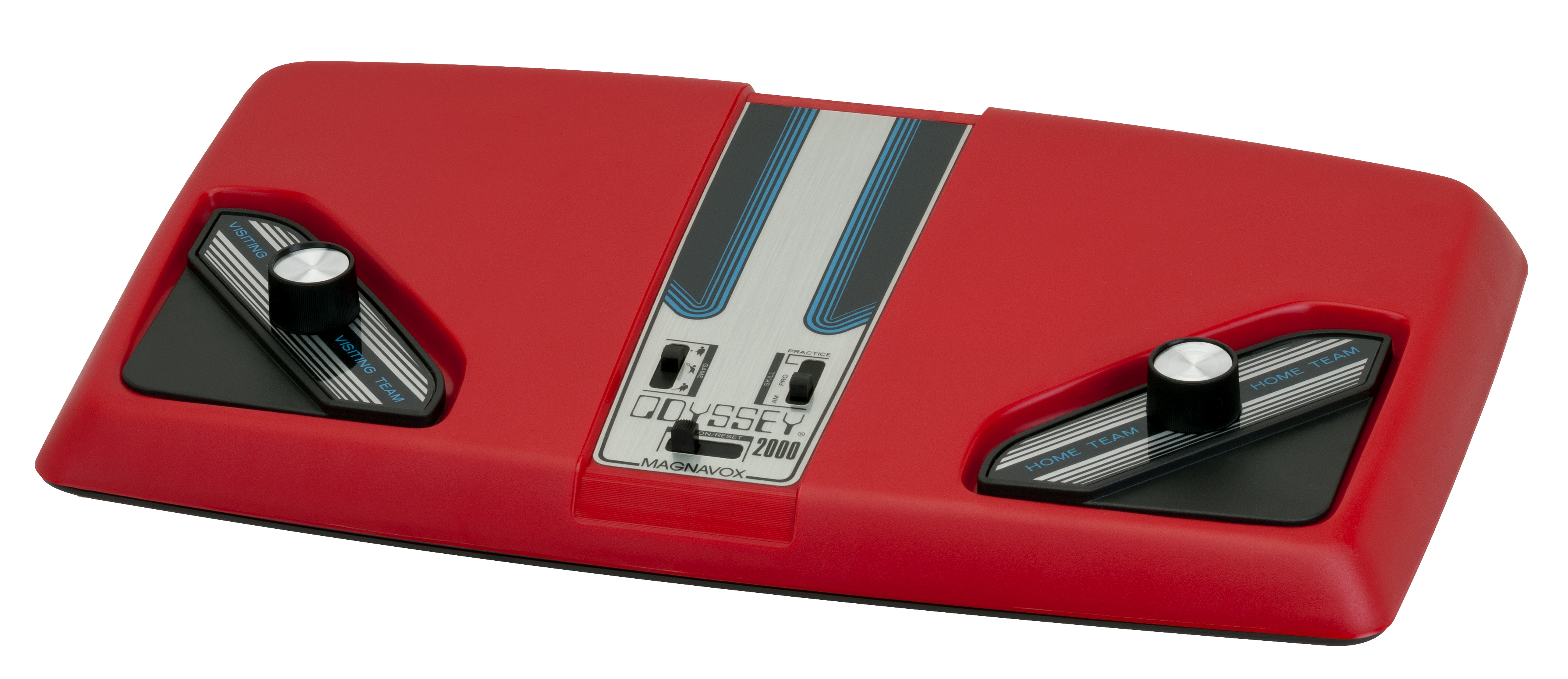
마그나복스 오디세이 2000

마그나복스 오디세이 2000(Magnavox Odyssey 2000, 모델 번호: BH7510) 전용 콘솔은 1977년에 출시되었다. 오디세이 2000은 기본적으로 오디세이 300의 업데이트 버전이었다. 300과 마찬가지로 오디세이 2000도 AY-3-8500 싱글칩 디자인(오디세이 3000에도 사용됨)을 사용한다. 오디세이 2000은 2인용으로 설정되었으며 이전 마그나복스 전용 비디오 게임 콘솔에서 사용했던 세 개의 노브 대신 각 플레이어의 게임 컨트롤을 위한 하나의 회전 노브를 사용한다. 테니스, 하키, 스쿼시(콘솔상에는 '스매시') 게임 외에 오딧세이 2000은 1인용 스쿼시의 연습 버전(Practice)을 추가했다. 게임 플레이 중에 득점한 점수는 각 플레이어가 득점 할 때 화면 상단에 표시되며 먼저 15점을 획득한 플레이어가 승자가 된다. 이전 오디세이 모델과 마찬가지로 오디세이 2000은 6개의 "C" 배터리 또는 옵션 AC 어댑터로 구동된다.:18 오디세이 2000은 스피커가 내장되어 있다.

### 마그나복스 오디세이 3000

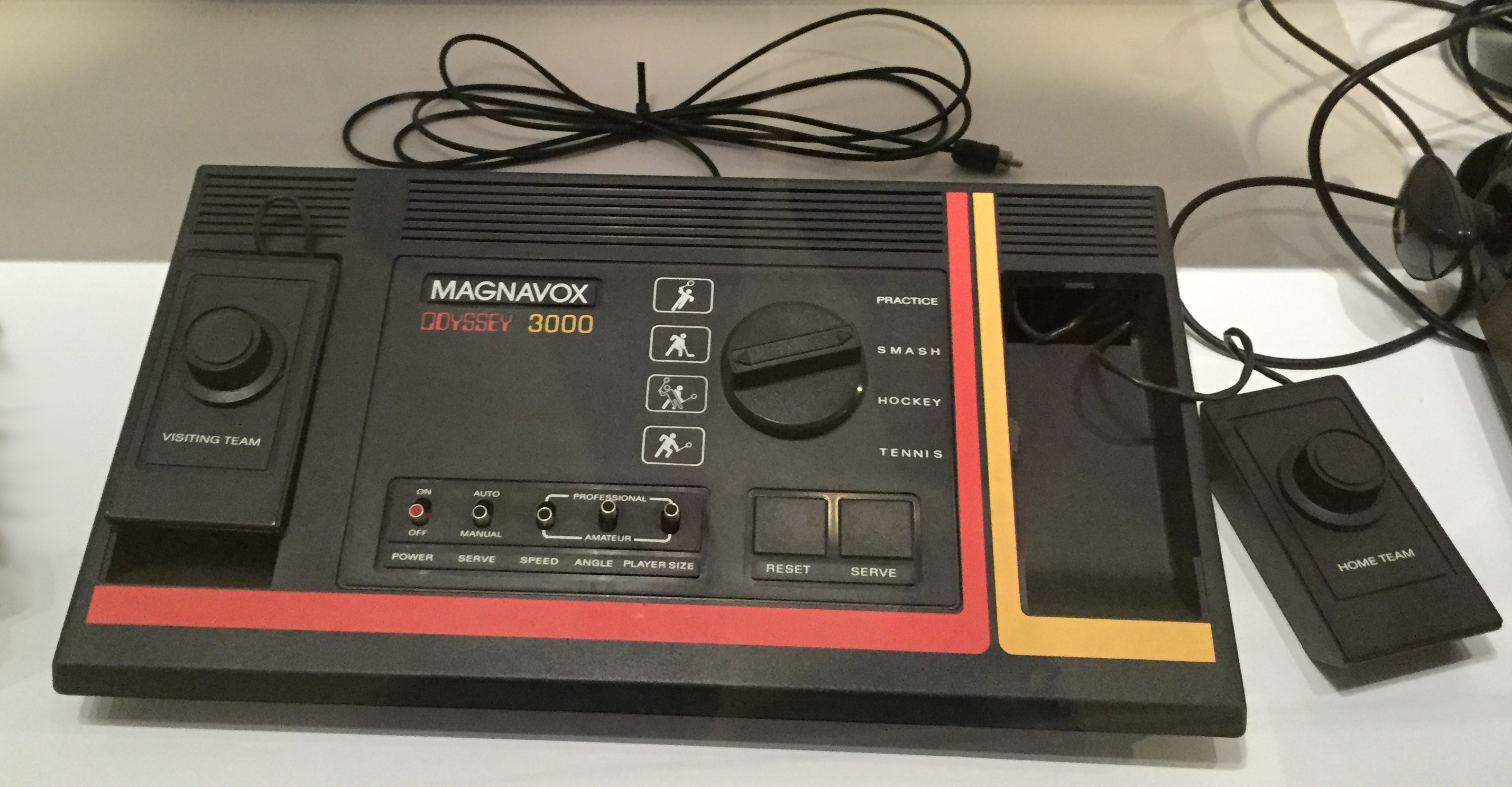
마그나복스 오디세이 3000

마그나복스 오디세이 3000(Magnavox Odyssey 3000, 모델 번호: 7508) 전용 콘솔은 1977년 출시되었다. 오디세이 3000은 오디세이 2000과 동일한 게임 버전(테니스, 하키, 스쿼시(콘솔상에는 '스매시'), 연습(Practice))을 특징으로 한다. 이 장치는 2인용으로 설정되어 있지만 스쿼시의 솔로 플레이 연습 모드도 사용할 수 있다. 3단계 핸디캡 스위치를 사용하면 플레이어가 기술 수준을 설정할 수 있으며 추가 컨트롤을 통해 플레이어는 자동 또는 수동 서브, 볼 속도 및 볼 편향 각도(20도 또는 40도)를 선택할 수 있다.:21 오디세이 3000을 통해 마그나복스는 기존의 케이스 디자인을 폐지하고 더 현대적인 스타일로 디자인했다. 콘솔 자체는 더 각지고 덜 둥글다. 두 개의 플랫 버튼은 서브 및 리셋 기능에 사용되며  콘솔 설정 노브의 크기가 축소되었다. 오딧세이 3000은 평평한 원형 노브를 사용하여 다양한 게임을 선택할 수 있으며, 이전의 모든 오딧세이 전용 비디오 게임기와 달리 오딧세이 3000은 분리 가능한 게임 패들(발사 버튼 없음)을 갖추고 있다. 오딧세이 3000은 6개의 C 건전지 또는 옵션 AC 어댑터로 구동된다.:21

### 마그나복스 오디세이 4000

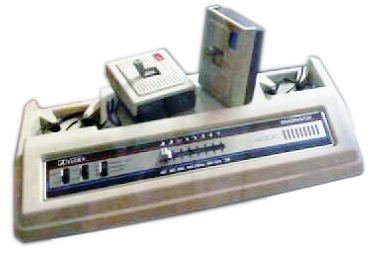
마그나복스 오디세이 4000

매그나박스는 매그나박스 오디세이 4000(Magnavox Odyssey 4000)를 출시함과 함께 전용 비디오 게임 콘솔 제품군을 마무리했다. 오디세이 4000 (모델 번호: 7511) 전용 콘솔은 1977년에 출시되었다. AY-3-8600 싱글칩 디자인을 기반으로 한 오디세이 4000은 총 6개의 게임(테니스, 하키, 축구, 농구, (콘솔상에는 '스매시'), 그리드볼)을 포함하고 있다. 오디세이 3000과 마찬가지로 오디세이 4000은 초보자, 세미프로 및 전문가 난이도의 스킬 스위치를 제공한다. 추가 기능으로는 자동 서브 및 가변 볼 스피드가 있다.:24-25 오디세이 3000과 달리 오디세이 4000은 분리가 가능한 조이스틱이 특징이다. AY-3-8615 칩은 오디세이 4000이 게임을 흑백 그래픽 대신 컬러로 보여줄 수 있도록 했다. 4000은 동봉된 AC 어댑터로 구동된다.:25

### 마그나복스 오디세이 5000 (프로토타입)
마그나복스 오디세이 5000(Magnavox Odyssey 5000)은 내셔널 세미컨덕터의 MM571068과 시그네틱스의 MUGS-1이 장착되고, 총 7개의 게임(테니스, 하키, 배구, 농구, 녹아웃, 탱크, 헬리콥터)을 포함하고 있으며, 24가지 게임 변형으로 확장될 수 있었다. 유닛은 최대 4명의 플레이어를 허용하고, 컴퓨터를 대상으로 혼자 플레이 할 수 있는 연습 모드도 포함했다. 콘솔은 상업적으로 출시된 적이 없으며 개발 중으로 그쳤다. 시제품은 차세대 마그나복스 오디세이 홈 콘솔인 마그나복스 오디세이 2를 구체화하는 데 도움이 되었다.

## 필립스 오디세이 시리즈 (1976–1978)
네덜란드의 TV 제조사 필립스는 1974년 마그나복스를 인수하였고, 이후 유럽에서 오디세이 콘솔의 자체 버전을 출시하기 시작하였다.

### 필립스 오디세이 200

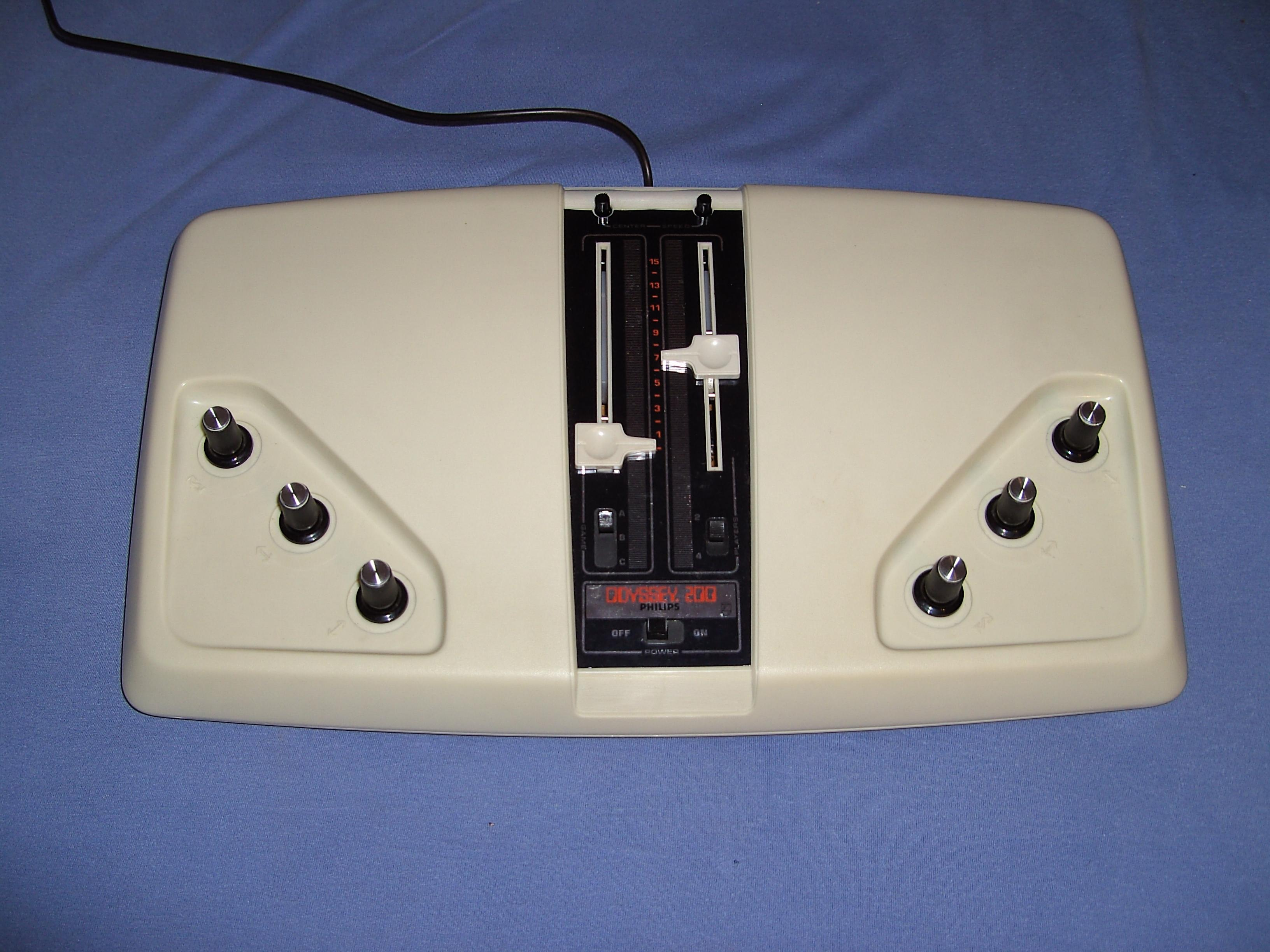
필립스 오디세이 200

필립스 오디세이 200(Philips Odyssey 200)은 미국에서 출시된 제품과 동일하다. 1976년 유럽 전역에 출시된 이후 1977년 필립스 오디세이 2000으로 교체됐다.

### 필립스 오디세이 2000

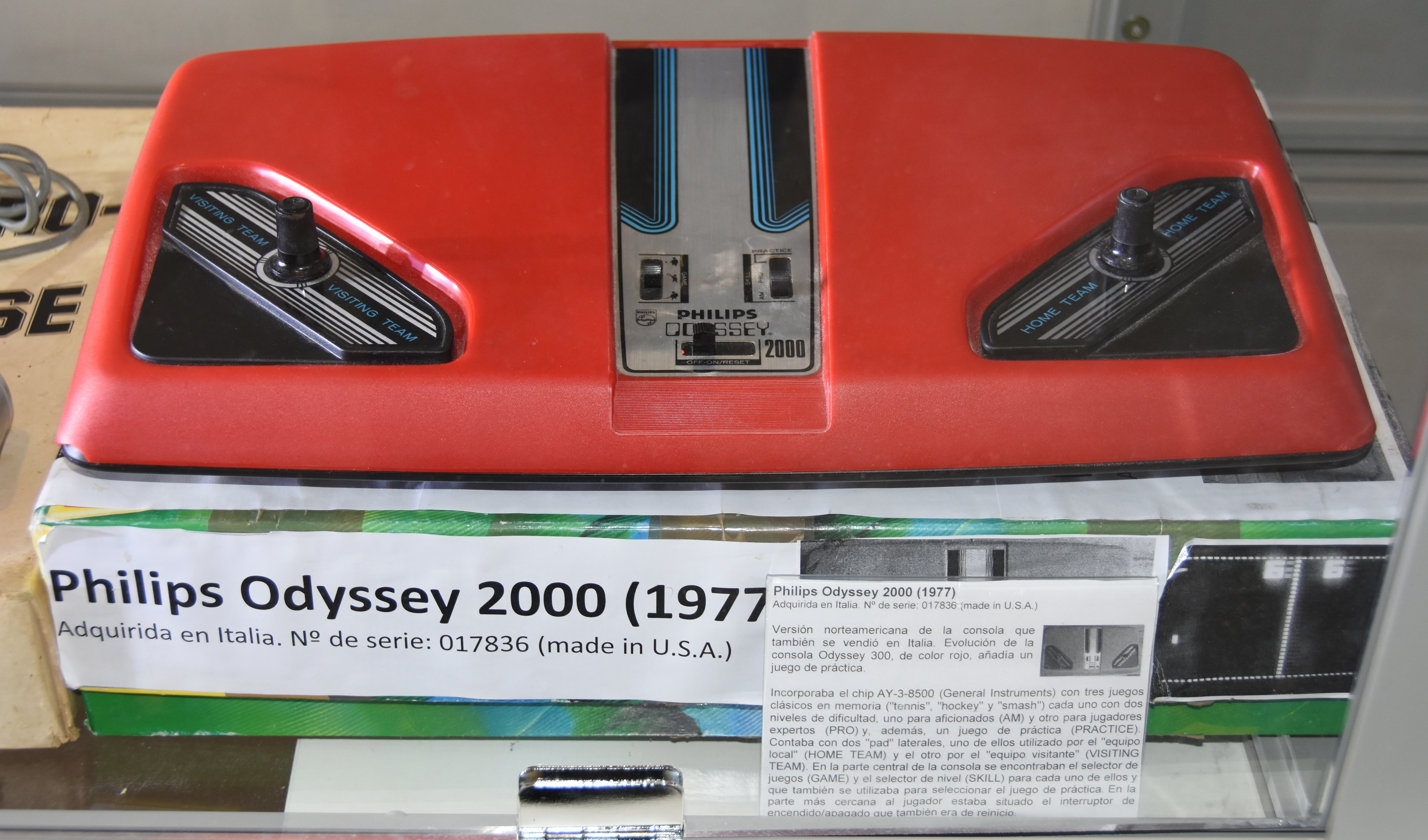
필립스 오디세이 2000

필립스 오디세이 2000(Philips Odyssey 2000)은 미국에서 출시된 제품과 동일하지만 미국 버전은 넓은 패들이 특징인 반면 유럽 버전은 얇은 패들이 특징이다. 1977년 유럽 전역에 출시되었으며, 같은 해 필립스 오디세이 2001으로 교체됐다.

### 필립스 오디세이 2001

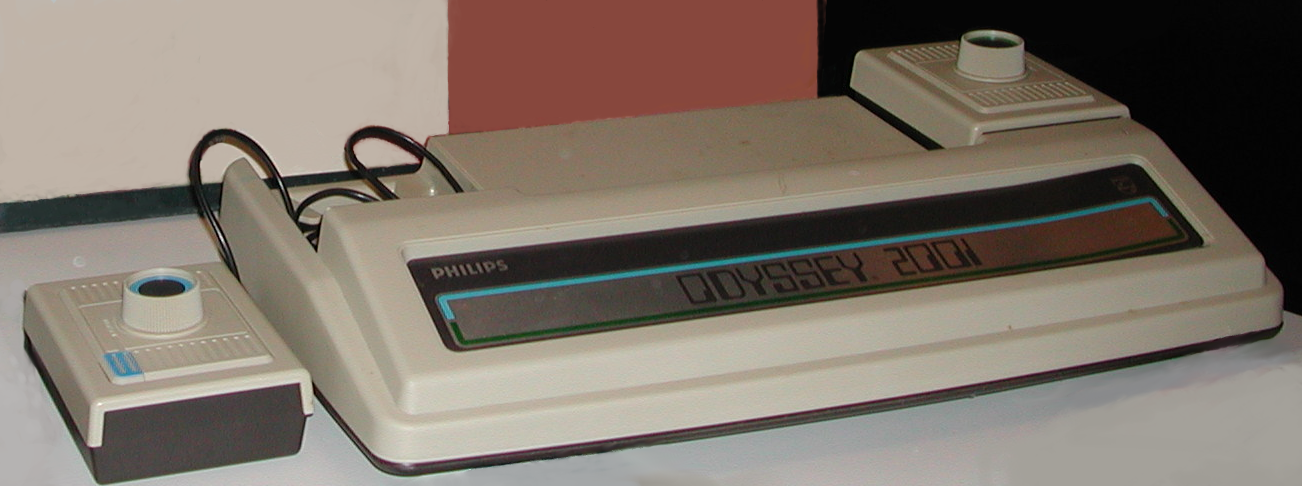
필립스 오디세이 2001

필립스 오디세이 2001(Philips Odyssey 2001)은 마그나복스 오디세이 4000를 필립스에서 출시한 제품으로 조이스틱 대신 분리형 패들을 사용한다는 점에서 차이가 있다. 1977년 출시된 필립스 오디세이 2001은 테니스, 하키, 스쿼시 등이 들어있으며, 내셔널 세미컨덕터 MM-57105 칩을 기반으로 TV에서 풀컬러와 음성 출력이 가능하다.

### 필립스 오디세이 2100

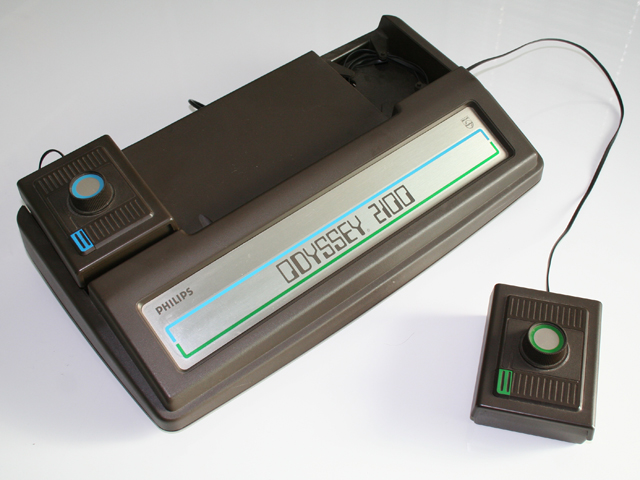
필립스 오디세이 2100

필립스 오디세이 2100(Philips Odyssey 2100)은 1978년에 출시되었으며 2001과 동일한 케이스 디자인을 사용한다. 필립스 오디세이 2100은 내셔널 세미컨덕터 MM-57186N 칩을 사용하여 와이프아웃 (Wipe-Out, 벽돌깨기형, 7가지 변형), 플리퍼 (Flipper, 7가지 변형), 테니스 (2가지 변형), 핸드볼 (2가지 변형), 아이스하키 (2가지 변형), 풋볼 (3가지 변형) 등 다양한 변형으로 6개의 게임이 있다.

## 마그나복스 오디세이² (1978)

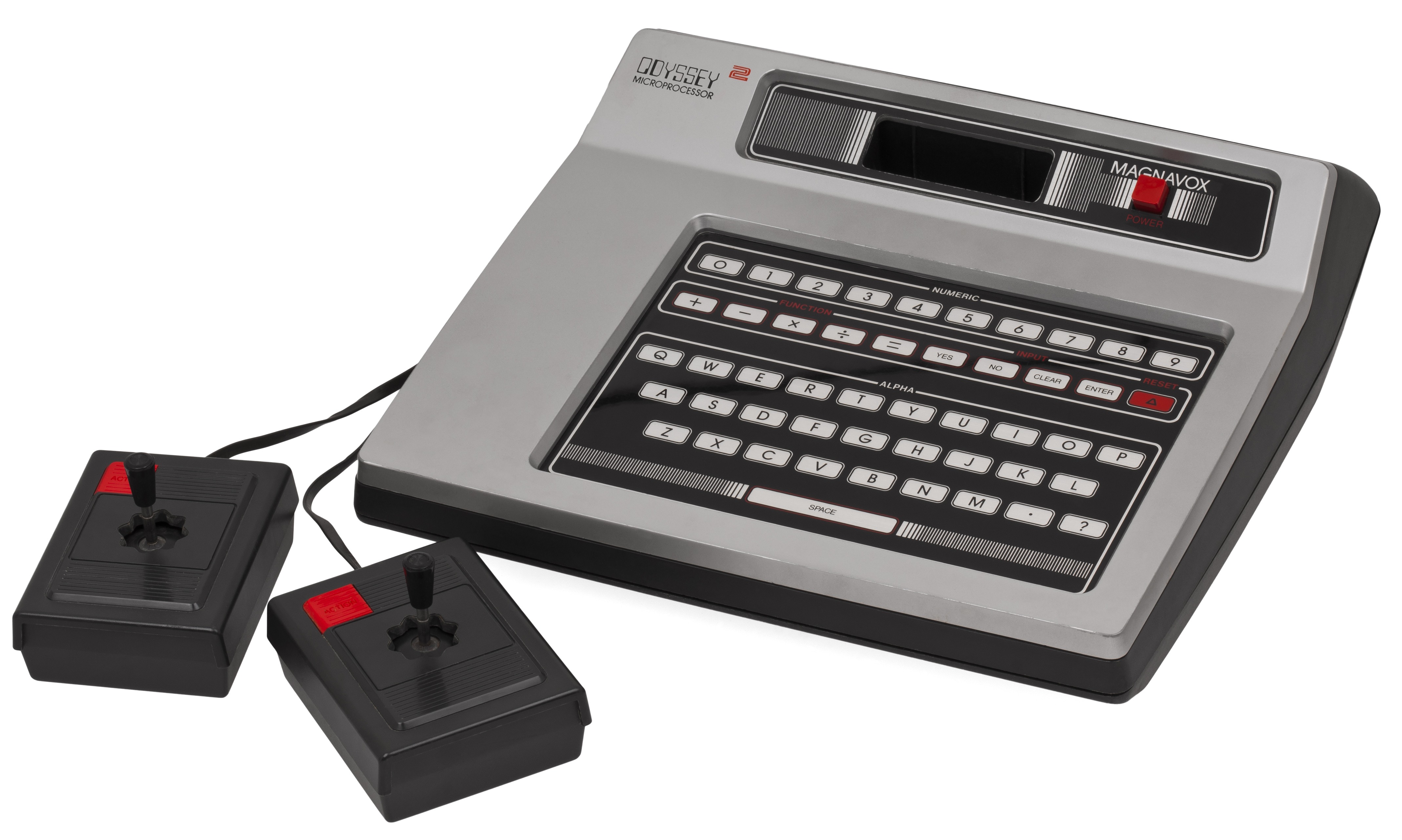
2개의 게임 컨트롤러를 갖춘 마그나복스 오디세이²

마그나복스 오디세이²(Magnavox Odyssey²)는 필립스 오디세이 사업부가 1974년 마그나복스를 인수한 이후 1978년에 출시한 2세대 가정용 비디오 게임기이다.

## 같이 보기
- 필립스 비디오팩+ G7400(Philips Videopac+ G7400) - 필립스가 오디세이3(Odyssey³)로 개발했으며 오디세이²(Odyssey²)와 하위 호환성을 갖도록 고안되었다.[32]
- 필립스 텔레게임 시리즈(Philips Tele-Game series) - 필립스 오디세이 시리즈의 전신이다.
- 컬러 TV 게임 시리즈 - 닌텐도의 또 다른 인기 초기 비디오 게임 콘솔 시리즈이다.